# Palacio de Camposagrado (Oviedo)

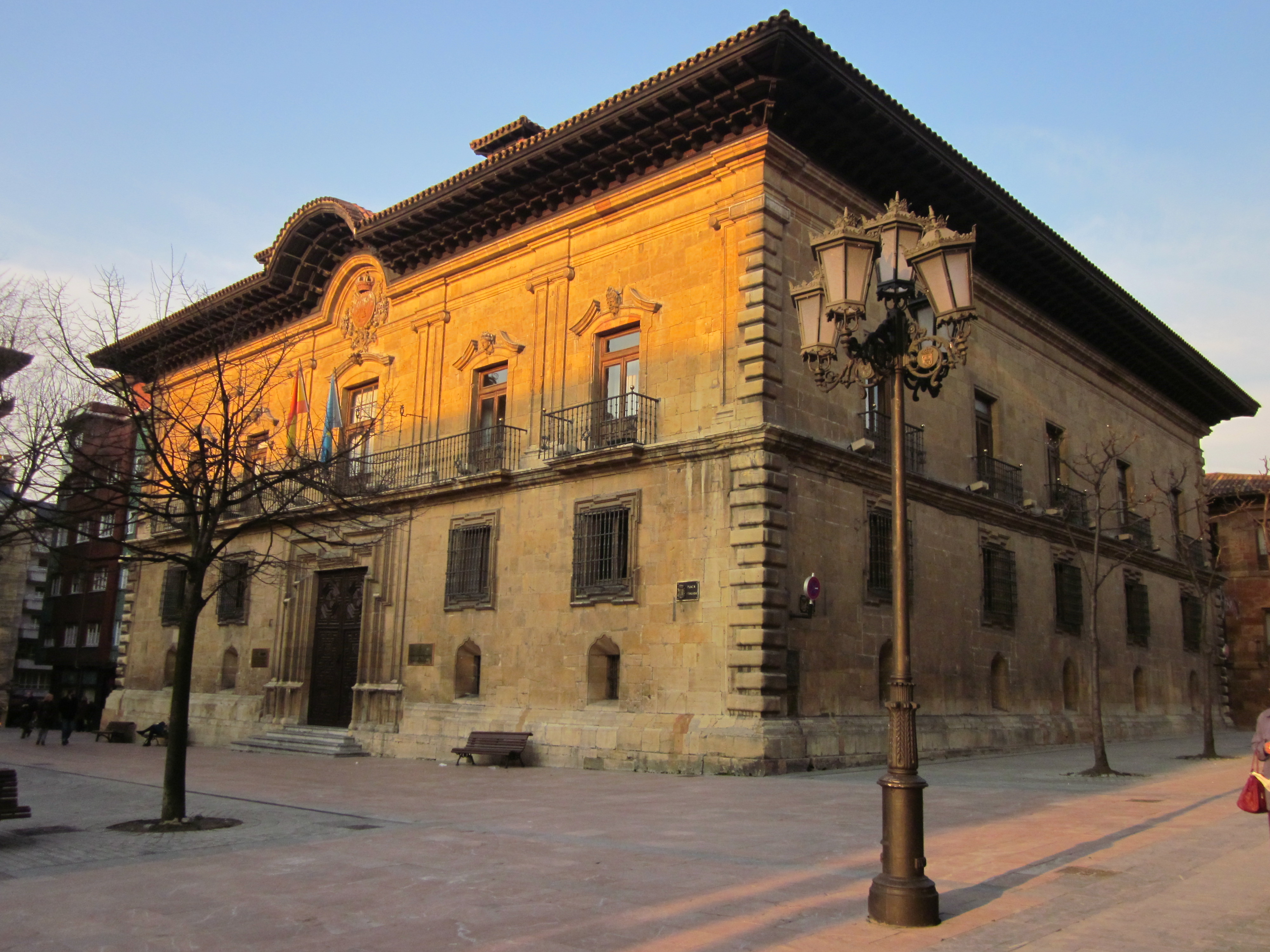
Palacio de Camposagrado.

El palacio de Camposagrado (Oviedo, Asturias) es un palacio urbano español declarado Bien de Interés Cultural en la categoría de Monumento. Situado en la Plaza Porlier, junto a la Catedral, es en la actualidad la sede del Tribunal Superior de Justicia de Asturias.

## Historia
El proyecto data del año 1698, cuando la familia de los Bernaldos de Quirós inicia una serie de reformas en sus propiedades que incluían el terreno del edificio. Las reformas fueron encargadas en un principio a Pedro Fernández Lorenzana y Domingo Suárez Solar que, entre los proyectos presentados, se incluía el levantamiento de un edificio en el mismo solar, siendo rechazado. No fue hasta 1719 cuando el arquitecto Francisco de la Riva Ladrón de Guevara inició las obras para levantar un nuevo edificio encargado por el marqués de Camposagrado, llegando a construir cimientos y fachadas, con similitud al Palacio del Duque del Parque. La construcción la retomó el arquitecto Pedro Antonio Menéndez de Ambás en 1744 siendo la mayor parte finalizada en 1752.
Aunque es conocido como Palacio de Camposagrado, es poco representativo de ese título nobiliario, debido a que su propietario lo comienza a usar en los últimos nueve años de su vida, sus hijos no nacen en él y su nieto, el quinto marqués de Camposagrado, el único que nació en él,  se casó  y vivió  en Barcelona donde es considerado un prohombre de la ciudad, muriendo sin descendencia.
Sufrió incendio en 1934, durante la revolución, fue reformado en 1940 por Enrique Rodríguez Bustelo siendo declarado el 26 de mayo de 1943 Bien de Interés Cultural.

## Arquitectura
La intervención de varios arquitectos supone diferentes estilos en los pisos de la fachada. Por una parte, el inferior es más barroco, con la puerta enmarcada en una moldura con orejas. El piso superior es de corte más clásico y sobrio, articulado con pilastras adosadas. Posee sillares almohadillados en los ángulos. Es de planta rectangular y se articula en torno a un patio central. Se accede a través de dos fachadas: una de ellas frente al palacio de Valdecarzana, por la calle de San Juan, y la otra por la plaza de Porlier. De ambas puertas de entrada parten ramales de escalera para acceder al piso superior.